# 沃多喬迪航空
沃多喬迪航空是一個位於捷克（前捷克斯洛伐克）的飛機製造公司。沃多喬迪航空成立於1919年，著名產品有L-29海豚、L-39信天翁等。
自1989年的天鵝絨革命及蘇聯解體後，沃多喬迪航空失去了許多在中東歐地區的噴射教練機市場，而北約國家不接受這東歐產品，使公司的軍用機銷銷售在1990年代下降，而在1998年至2004年間沃多喬迪航空更被波音公司控制。在2006年進行了私有化，捷克的投資公司更花30億克朗購買公司的股份。
目前沃多喬迪航空協助生產賽考斯基S-76精靈直升機，巴西航空工業E系列的機門副生產線，UH-60黑鷹直升機的駕駛艙等。
沃多喬迪航空亦希望提升其沃多喬迪機場的跑道，接近布拉格國際機場的水平，吸引廉價航空公司進駐。

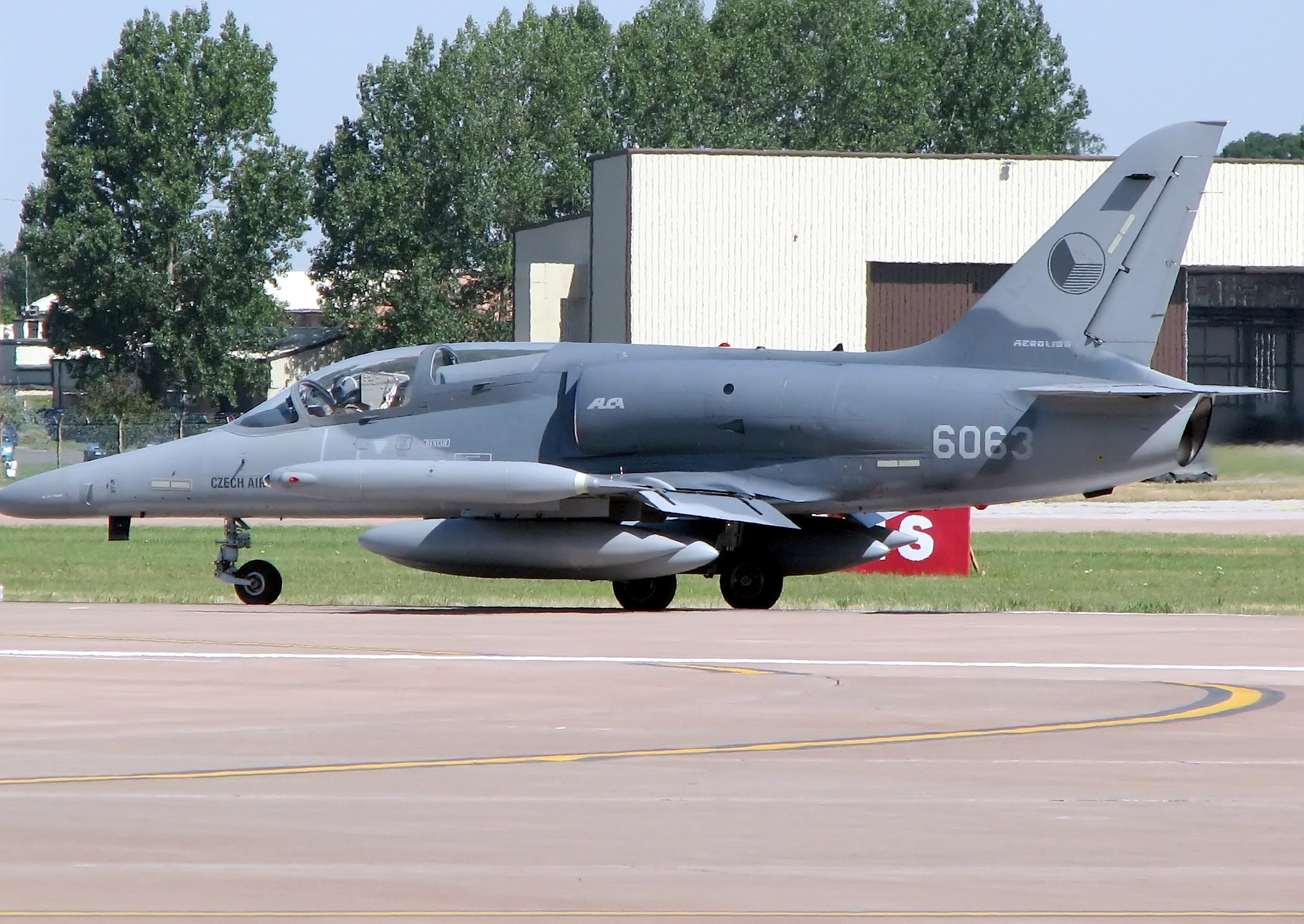

L-159 ALCA

## 外部連結
- 沃多喬迪航空網站 （页面存档备份，存于）